# 핫 록 & 얼터너티브 송
핫 록 & 얼터너티브 송(영어: Hot Rock & Alternative Songs, 이전 명칭: 록 송, 핫 록 송)는 《빌보드》 잡지에서 발행하는 음반 차트이다. 2009년 6월 20일에 처음으로 발표되어 2012년 10월 13일까지는 미국의 얼터너티브, 메인스트림 록, 트리플 A(AAA) 라디오 방송국에서의 방송 횟수를 기준으로 노래를 순위에 올렸다. 2012년 10월 20일 자 차트부터는 《빌보드 핫 100》과 같은 방식으로 디지털 다운로드 판매량, 스트리밍 수치, 라디오 방송 데이터를 모두 반영하여 록 장르의 노래를 집계하고 있다. 이 방식은 2020년 중반까지 유지되었으며, 이 시기에는 주로 전통적인 록 음악과 "얼터너티브 성향"의 노래만이 집계 대상이 되었다. 2020년 6월 13일 자 차트부터는 장르 간 경계가 융합된 얼터너티브 성향의 하이브리드 곡들을 폭넓게 수용하도록 개편되었고, 차트 이름도 핫 록 & 얼터너티브 송으로 변경되었다.

## 통계

### 아티스트별
| 아티스트           | 1위 노래 | 각주  |
| ------------------ | -------- | ----- |
| 이매진 드래곤스    | 5        | [ 4 ] |
| 빌리 아일리시      | 5        | [ 5 ] |
| 트웬티 원 파일럿츠 | 4        | [ 6 ] |
| 푸 파이터즈        | 3        | [ 7 ] |
| 린킨 파크          | 3        | [ 8 ] |
| 잭 브라이언        | 3        | [ 9 ] |

| 음악가             | 주간 1위 | 각주                               |
| ------------------ | -------- | ---------------------------------- |
| 이매진 드래곤스    | 104      | [ 10 ] [ 11 ] [ 12 ] [ 13 ] [ 14 ] |
| 패닉! 앳 더 디스코 | 76       | [ 15 ] [ 16 ]                      |
| 트웬티 원 파일럿츠 | 71       | [ 17 ] [ 18 ] [ 19 ] [ 20 ]        |
| 잭 브라이언        | 51       | [ 21 ] [ 22 ] [ 23 ]               |
| 빌리 아일리시      | 45       | [ 5 ]                              |

### 최다 주간 1위를 기록한 곡
| 곡                        | 주간 1위 | 각주   |
| ------------------------- | -------- | ------ |
| 〈High Hopes〉            | 65       | [ 15 ] |
| 〈Heat Waves〉            | 37       | [ 24 ] |
| 〈Birds of a Feather〉    | 37       | [ 5 ]  |
| 〈Mood〉                  | 35       | [ 25 ] |
| 〈Heathens〉              | 30       | [ 19 ] |
| 〈I Remember Everything〉 | 30       | [ 22 ] |